# DirectX 비디오 가속
DirectX 비디오 가속(DirectX Video Acceleration, 줄여서 DXVA)는 비디오 디코딩의 하드웨어 가속을 지원하는 마이크로소프트 윈도우, 엑스박스 360 플랫폼용 마이크로소프트사의 API 규격이다. 파이프라인은 특정 CPU 집중 명령, 이를테면 iDCT, 모션 보상(motion compensation), 디인터레이스, 색 보정과 같은 명령들을 GPU로 옮겨 준다. DXVA 2.0은 비디오 캡처 및 처리 기능을 비롯하여 더 많은 기능이 하드웨어 가속을 지원할 수 있게 도와준다.
DXVA는 그래픽 카드가 사용하는 비디오 렌더링 모델과 결합한다. 윈도우 2000에 표준화된 API로 도입되었고 윈도우 98 이후에서 사용할 수 있는 DXVA 1.0은 오버레이 렌더링 모드나 VMR 7/9 중 하나를 사용할 수 있다. DXVA 2.0은 윈도우 비스타, 윈도우 7 이후의 운영 체제에서만 사용할 수 있으며 미디어 파운데이션 (MF)과 통합되었으며 MF 안에 있는 강화 비디오 렌더러 (EVR)를 사용한다.

## 소프트웨어 지원
- 미디어 플레이어 클래식 홈 시네마
- Boxee
- Xbmc
- 미디어포털
- 마이크로소프트 윈도우 비스타/윈도우 7 내부 MPEG-2 디코더
- 마이크로소프트 윈도우 비스타/윈도우 7 내부 H.264 디코더
- CoreAVC 디코더
- FFDshow 필터
- MPC 디코더
- LAV 필터
- 파워DVD
- WinDVD
- 윈도우 미디어 플레이어 11 (WMV에서만)
- 윈도우 미디어 플레이어 12
- K-멀티미디어 플레이어
- 다음 팟플레이어
- 톡플레이어
- 초코플레이어
- VLC

## 같이 보기
- 엔비디아 퓨어비디오
- 라데온 UVD
- VDPAU